# NGC 4829
NGC 4829 is een elliptisch sterrenstelsel in het sterrenbeeld Maagd. Het hemelobject werd in 1882 ontdekt door de Duitse astronoom Ernst Wilhelm Leberecht Tempel.

## Synoniemen
- NPM1G -13.0404
- PGC 44299